# Eustroma macdunnoughi
Eustroma macdunnoughi är en fjärilsart som beskrevs av Blackmoore 1920. Eustroma macdunnoughi ingår i släktet Eustroma och familjen mätare. Inga underarter finns listade i Catalogue of Life.